# Salvia engelmannii
Salvia engelmannii är en kransblommig växtart som beskrevs av Asa Gray. Salvia engelmannii ingår i släktet salvior, och familjen kransblommiga växter. Inga underarter finns listade i Catalogue of Life.